# Scherzo-caprice (Dvorák)
Le Scherzo-caprice (Scherzo capriccioso, opus 66, B. 131) de Antonín Dvořák fut composé en avril 1883 et créé à Prague le 16 mai de la même année.
Il s'agit d'une œuvre orchestrale écrite en ré bémol majeur pour être jouée en concert avec son Trio n° 3 en fa mineur. Sa durée d'exécution est d'environ 12–15 minutes.